# Giro d'Oro
Il Giro d'Oro era una corsa in linea maschile di ciclismo su strada che si svolgeva nelle Valli Giudicarie, in Trentino-Alto Adige (Italia), ogni anno la terza domenica di aprile. Partenza ed arrivo erano situati alle Terme di Comano, località termale in provincia di Trento. La gara si è svolta ininterrottamente dal 1983 al 2008.

## Storia
Inizialmente la corsa era riservata ai soli dilettanti, prima di diventare Open nel 1996, mentre dal 2002 al 2008 era aperta ai soli professionisti. Era in programma la terza domenica del mese di aprile, anticipando di pochi giorni il via del Giro del Trentino, la corsa a tappe che i corridori affrontano come rodaggio in vista del Giro d'Italia.
Nell'albo d'oro della manifestazione spiccano i nomi di Damiano Cunego, il forte scalatore di Cerro Veronese che, proprio sulle strade delle Valli Giudicarie, ottenne la sua prima vittoria da professionista nel 2002, bissando poi il successo nel 2006. Tra gli altri vincitori delle ultime edizioni figurano Luca Mazzanti (2005), Jure Golčer (2004) e Dainius Kairelis, vincitore dell'edizione 2007, seguito nel 2008 da Gabriele Bosisio, lanciato sul traguardo dal compagno di squadra Danilo Di Luca (secondo), mentre terzo fu Franco Pellizotti.
L'edizione 2009, a causa di problemi nell'organizzazione, è stata annullata; negli anni seguenti la competizione non è stata più organizzata.

## Percorso
Il percorso, salvo eccezionali variazioni, transitava lungo le Valli Giudicarie Centrali, la Valle del Chiese e successivamente la Val Rendena, prima di tornare sul territorio delle Giudicarie Esteriori dove, affrontato un circuito finale, si concludeva la corsa con arrivo in località Terme di Comano, famoso centro termale per la cura della pelle che, nel 2007, ha ospitato un arrivo di tappa del Giro d'Italia.

## Albo d'oro
Aggiornato all'edizione 2008.
| Anno | Vincitore            | Secondo            | Terzo                     |
| ---- | -------------------- | ------------------ | ------------------------- |
| 1983 | Ezio Moroni          | Henryk Santysiak   | Pierangelo Cornelio       |
| 1984 | Luciano Godio        | Moravio Pianegonda | Mauro Antonio Santaromita |
| 1985 | Paolo Dalbianco      | Lorenzo Inama      | Gianni Pigatto            |
| 1986 | Pierluigi Berzotelli | Sandro Santon      | Fabio Campagna            |
| 1987 | Federico Longo       | Paolo Ricciuti     | Gianni Faresin            |
| 1988 | Stefano Dalla Pozza  | Remo Rossi         | Stefano Cecchini          |
| 1989 | Igor Tramanin        | Luca Prada         | Kristian Zanolin          |
| 1990 | Carlo Benigni        | Stefano Cortinovis | Mauro Bettin              |
| 1991 | Sergio Barbero       | Carlo Combacchini  | Marco Rosani              |
| 1992 | Fausto Dotti         | Massimo Donati     | Andrea Noè                |
| 1993 | Mauro Bettin         | Roberto Menegotto  | Daniele Pontoni           |
| 1994 | Roberto Dal Sie      | Luigi Dalla Bianca | Stefano Finesso           |
| 1995 | Davide Casarotto     | Luca Prada         | Luigi Dalla Bianca        |
| 1996 | Emiliano Murtas      | Gianluca Valoti    | Stefano Finesso           |
| 1997 | Michele Favaron      | Fabrizio Guidi     | Raffaele Longo            |
| 1998 | Angelo Citracca      | Igor Pugaci        | Gianpaolo Mondini         |
| 1999 | Milan Kadlec         | Fabio Bulgarelli   | Gianluca Tonetti          |
| 2000 | Alessandro Baronti   | Serhij Matvjejev   | Eddy Ratti                |
| 2001 | Oscar Borlini        | Alessandro Guerra  | Domenico Romano           |
| 2002 | Damiano Cunego       | Patrik Sinkewitz   | Remmert Wielinga          |
| 2003 | Dave Bruylandts      | Staf Scheirlinckx  | Glen Chadwick             |
| 2004 | Jure Golčer          | Eddy Ratti         | Giampaolo Cheula          |
| 2005 | Luca Mazzanti        | Freddy González    | José Rujano               |
| 2006 | Damiano Cunego       | Giuseppe Palumbo   | Luca Mazzanti             |
| 2007 | Dainius Kairelis     | Luis Laverde       | Christian Pfannberger     |
| 2008 | Gabriele Bosisio     | Danilo Di Luca     | Franco Pellizotti         |